# 우담바라 (영화)
"우담바라"는 1989년에 개봉한 대한민국의 영화이다.

## 줄거리
현지(윤지효)는 오교수(김형자)의 주선으로 그림 모델을 하며 학비를 버는 동하(이영하)에게 사랑을 느낀다. 그리고 동하의 누나 동미(방희)는 동생의 학비를 위해 안마와 지압을 하며 살아간다. 어느 날 현지와 동하는 동미가 현지의 아버지(강신성일)에게 강간당하는 현장을 목격한다. 동하는 삶의 고통과 누나에 대한 수치심으로 현지를 피하고 현지는 그를 찾아 헤매다가 폐렴과 정신분열증에 시달린다. 이에 오교수는 현지를 휴양차 절로 보내지만 그 곳에서 현지는 지효 스님이라는 법명을 받아 비구니가 된다. 
외국 유학에서 돌아온 동하는 부처님 앞에서 그녀와 해후하지만 아쉬운 만남 후 지효 스님은 몸져 눕게 된다. 한편 절에서 나무를 하는 부목 청년 봉두(손영춘)는 산삼을 캐려다 뱀에 물려 사경을 헤매고 지효스님은 봉두의 소원인 자신의 몸을 만지게 해준다. 그러나 이 광경을 다른 부목이 목격해 지효스님은 절에서 쫓겨나고 고행 중 담시 스님(유영국)을 만나 3천년 만에 한 번 핀다는 꽃 우담바라로 피어난다. 

## 캐스팅
- 윤지효 : 현지, 지효 스님 역
- 이영하 : 박동하 역
- 유영국 : 담시 스님 역
- 손영춘 : 봉두 역
- 박현숙 : 박영옥 기자 역
- 강신성일 : 현지 아버지 역
- 방희 : 동하 누나 역
- 김형자 : 오교수 역
- 곽은경
- 정순애
- 양택조
- 김지영
- 정미경
- 조학자
- 조일봉
- 이설산